# Патриотическая лига (Эстония)
Союз отечества или Патриотическая лига (эст. Isamaaliit) — политическое общество в Эстонии, образованное в 1935 году Константином Пятсом и находившееся под контролем правительства. Во время своего существования с 1935 по 1940 годы было единственной разрешённой политической силой Эстонии.

## История

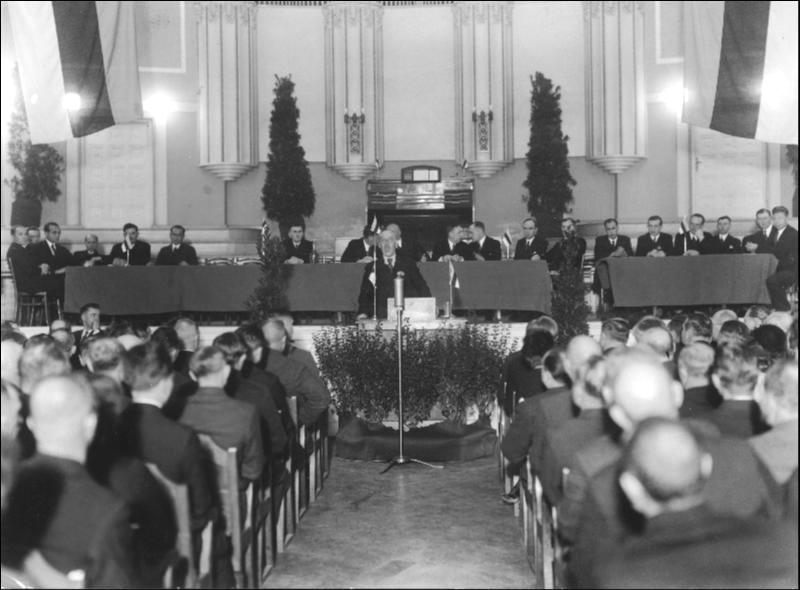
Заместитель премьер-министра Эстонской Республики К. Ээнпалу выступает на первом съезде Патриотической лиги в концертном зале театра «Эстония», 8 декабря 1935

После переворота 1934 года, осуществлённого Константином Пятсом, в марте 1935 года все политические партии, в том числе основанным им самим Союз поселенцев и мелких землевладельцев, были запрещены. Патриотическая лига была основана 22 февраля 1935 года как провластное политическое движение, поддерживающее правительство и проводящее его официальную пропаганду.
Устав организации подписали Антс Ойдермаа, Хуго Кукке и Эдгар Кигасте. В состав руководства входили Каарел Ээнпалу, Юри Улуотс, Антс Ойдермаа, Аугуст Юрима, Оскар Суурсёэт, Артур Тупитс и др.
В 1936 году состоялись выборы в Национальное собрание для разработки новой Конституции. Кандидаты Патриотической лиги баллотировались безальтернативно в 50 из 80 мест, хотя победа в Лиге уже была им гарантирована, поскольку оппозиционные партии не были допущены к выдвижению кандидатов.
Перед парламентскими выборами 1938 года Патриотическая лига сформировала избирательный союз «Народный фронт по проведению Конституции в жизнь» для участия в выборах, который состоял из лиц, поддерживавших правительство. Поскольку «Народный фронт» не считался политической партией, на него не распространялись ограничения, налагаемые на упразднённые политические партии.